# Orion 2
Orion 2 è la seconda missione del Programma Constellation per il test della navetta Orion e di Ares I.
Il 1º febbraio 2010, in occasione della presentazione del budget per l'anno fiscale 2011, il Presidente Barack Obama ha proposto di eliminare il programma Constellation. In accordo con il Presidente, il 10 marzo, la NASA ha ufficializzato la sospensione del programma.
Questa missione doveva permettere di risolvere le eventuali problematiche che potevano sorgere nelle fasi di sviluppo del Programma oppure che potevano sorgere dalla missione precedente.
Orion 2 doveva essere lanciata per un rendezvous con la Stazione spaziale internazionale, anche se non avrebbe effettuato l'attracco. Doveva atterrare alla Edwards Air Force Base.